# The Wall Street Journal Europe
The Wall Street Journal Europe es una versión del  The Wall Street Journal con noticias diarias y análisis de mercados desarrollado para la audiencia europea.  
Fue fundado en  1983, y se edita en seis países europeos, distribuyéndose en alrededor de 50 países. Tiene una tirada media de alrededor de 87.000 ejemplares (primera mitad de 2004). Mantiene relaciones estratégicas con Handelsblatt, un periódico económico alemán.
The Wall Street Journal Europe fue fundada en 1983,  se imprime en nueve localidades de la región - Bélgica, Alemania, Irlanda, Italia, España, Suiza, Turquía, el Reino Unido e Israel. El documento se distribuye en más de 60 países con casi el 80% de sus suscriptores de los ciudadanos europeos.